# Thomas John Flanagan
Thomas John Flanagan, profesně známý jako Thomas John, je americký údajný senzibil (médium) a bývalá drag queen. Je nazýván „Manhattanské médium“, v roce 2018 účinkoval v televizní reality show Seatbelt Psychic a od června 2020 v seriálu CBS All Access The Thomas John Experience. V lednu 2020 John zahájil živé vystoupení v Caesar's Palace v Las Vegas, které bylo nečekaně přerušeno kvůli pandemii covidu-19. V lednu 2020 se představil na festivalu v New Yorku. Po přerušení show John pokračoval ve skupinových čteních pomocí internetu, kterých se účastnily stovky fanoušků. V polovině roku 2021 John uspořádal „Spirit communication event for children“ (akci duchovní komunikace pro děti) zaměřenou na děti ve věku od 5 let; skeptici se neúspěšně pokusili akci zrušit a označili ji za zneužívající a škodlivou, a poté ji úspěšně infiltrovali pomocí dvou dětí hrajících naaranžované role, které John neodhalil.
V roce 2019 deník New York Times informoval, že při zásahu Susan Gerbicové bylo zjištěno, že John během skupinových čtení využívá informace získané z účtů diváků na Facebooku.

## Raný život
John pochází z Bostonu ve státě Massachusetts, kde vyrůstal v italské katolické rodině. Podle svých slov měl první paranormální zážitek, když mu byly čtyři roky a viděl svého zesnulého dědečka. Vyprávěl, že svého dědečka viděl v místnosti, kde fyzicky nebyl, a navíc ho viděl na oslavách narozenin.
Uvádí, že komunikaci s duchem přijímá v mnoha různých formách. Vysvětluje to následovně:

„Přichází ke mně různými způsoby. Záleží na tom, jak duchové cítí, že mohou svá poselství předat. Mohu vidět věci, cítit věci, slyšet věci... je to všechno různé.“
John také popsal svá setkání s duchy tak, že nejprve přicházejí neurčité detaily a poté k němu promlouvají konkrétními věcmi.

## Kariéra drag queen
John vystupoval jako drag queen v okolí Chicaga pod jménem Lady Vera Parker. John byl oficiálním pořadatelem soutěže Miss Gay New York America, která používá slogan „Where Boys Are Boys and Female Impersonation is an Art“ (Kde chlapci jsou chlapci a zosobnění ženy je umění). Soutěž v roce 2019 se konala 19. března, v roce 2020 se konala 10. března.

## Kariéra jako média

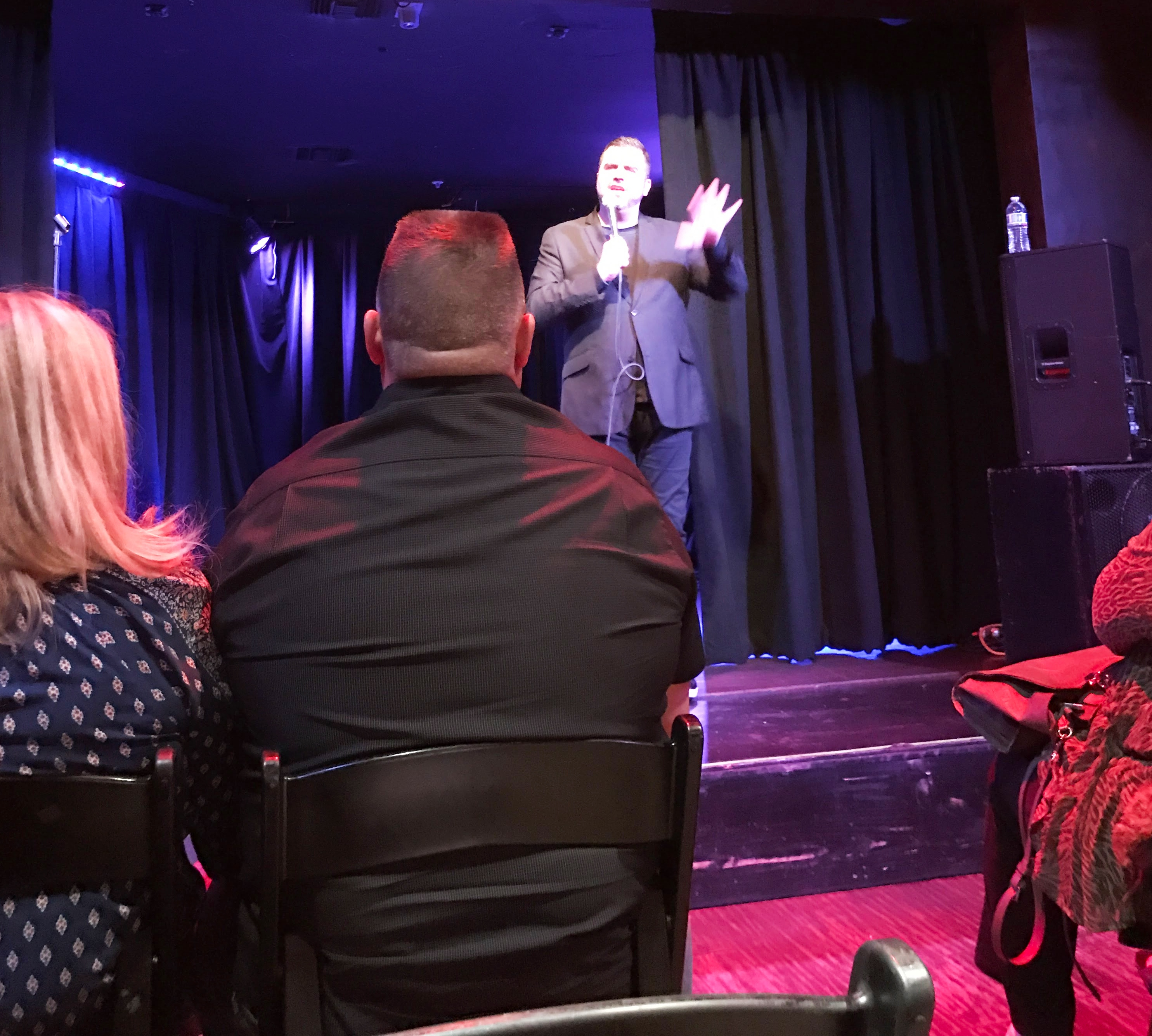
Thomas John na jevišti v roce 2017

John poprvé začal profesionálně pracovat jako médium ve svých 20 letech v New Yorku a Los Angeles. John poskytuje soukromá „čtení“ klientům a tvrdí, že je často objednán na rok dopředu. Objevil se v televizních pořadech, jako jsou Dr. Phil, Entertainment Tonight, Dish Nation, The Real Housewives of New York a Million Dollar Listing.

### The Thomas John Experience
John vystupuje v televizní reality show The Thomas John Experience, která měla premiéru 4. června 2020 na CBS All Access a natáčela se ve městech po celých Spojených státech včetně New Orleans, Chicaga, Bostonu a Los Angeles.

### Caesars Palace 2020
V recenzi časopisu Las Vegas Magazine byla pochválena Johnova živá show v Cleopatra's Barge uvnitř Caesars Palace, která měla premiéru 16. ledna 2020: „John, proplétající se mezi diváky, oznamuje správná jména, místa a přesné detaily, k údivu a vzrušení publika.“ John Katsilometes z Las Vegas Review-Journal však o představení napsal článek ještě před jeho zahájením: „Ještě před zahájením v Caesars Palace je jasné, že ne všichni věří tvrzení Thomase Johna, že při svých živých vystoupeních vyvolává zesnulé.“ Dále stručně popisuje Operaci Pizza Roll, při níž byl John přistižen při horkém čtení.

### NuzikálDead Serious
Muzikál založený na Johnově životě a zážitcích s názvem Dead Serious měl premiéru mimo Broadway v červenci 2019. Muzikál, jehož autory byli Michelle Wendtová a Thomas John, čerpal z Johnových osobních příběhů a sledoval jeho cestu média. Dead Serious se hrál od července do září 2019 v newyorském Theatre Center. V obsazení se objevili Leo Berman, Cater Ellis, Stephen Gordon, Solomon Kee, Andrew Morissey a Eddie Rodriguez.

### Seatbelt Psychic
Televizní stanice Lifetime produkovala reality show s Johnem v hlavní roli s názvem Seatbelt Psychic. Tento pořad se začal vysílat 11. července 2018 a John v něm vystupuje jako řidič spolujízdy, který překvapuje cestující, když jim doručuje vzkazy od jejich zesnulých příbuzných. Produkují ho Zeb Newman, Ryan Simpkins, Sarah Happelová, Emma Conwayová, Brie Miranda Bryantová a Ben Winston.

## Kritika média
Několik mediálních organizací propagovalo Johna a tvrdilo, že má paranormální schopnosti, včetně časopisu Vogue, The Hollywood Reporter, SF Weekly, WJBK, a WPIX. V roce 2019 v televizním pořadu Last Week Tonight John Oliver kritizoval sdělovací prostředky za propagaci televizních jasnovidců, jako je John, protože tato prezentace přesvědčuje diváky, že jasnovidecké schopnosti jsou skutečné, a umožňuje tak jasnovidcům ze sousedství lovit truchlící rodiny. Oliver řekl: „...když jsou věštecké schopnosti prezentovány jako autentické, dodává to odvahu rozsáhlému podsvětí bezohledných supů, kteří si rádi vydělají peníze tím, že nabízejí otevřenou linku do posmrtného života, stejně jako mnoho dalších nesmyslných služeb.“
John vytrvale popírá, že by prováděl online průzkum těch, kdo navštěvuje jeho vystoupení. Johnův spoluproducent Alan Glist říká, že média jsou lákavým a častým terčem skeptiků, a dodává: „Bohužel se vždy najde skupina lidí, která se snaží média a jasnovidce a nevěřící shazovat. Mohu vám na vlastní oči říci, že jsem Thomase viděl v akci a přivedl lidi, o kterých neměl ani tušení, že tam budou, a on jim poskytl perfektní výklady.“ Glist uspořádal tři prezentace v Las Vegas, než byla Johnovi nabídnuta rezidence v Caesar's Palace. Glist říká: „Při každé prezentaci jsme pozvali lidi a přivedli úplně cizí lidi a nikdy jsme mu nedali seznam ani jsme mu nenaznačili, kdo tam bude. A já jsem ho při třech různých příležitostech sledoval, jak doslova čte úplně cizí lidi a přesně sděluje jména jejich zesnulých rodinných příslušníků a mluví o nich velmi podrobně.“

### Operace Pizza Roll

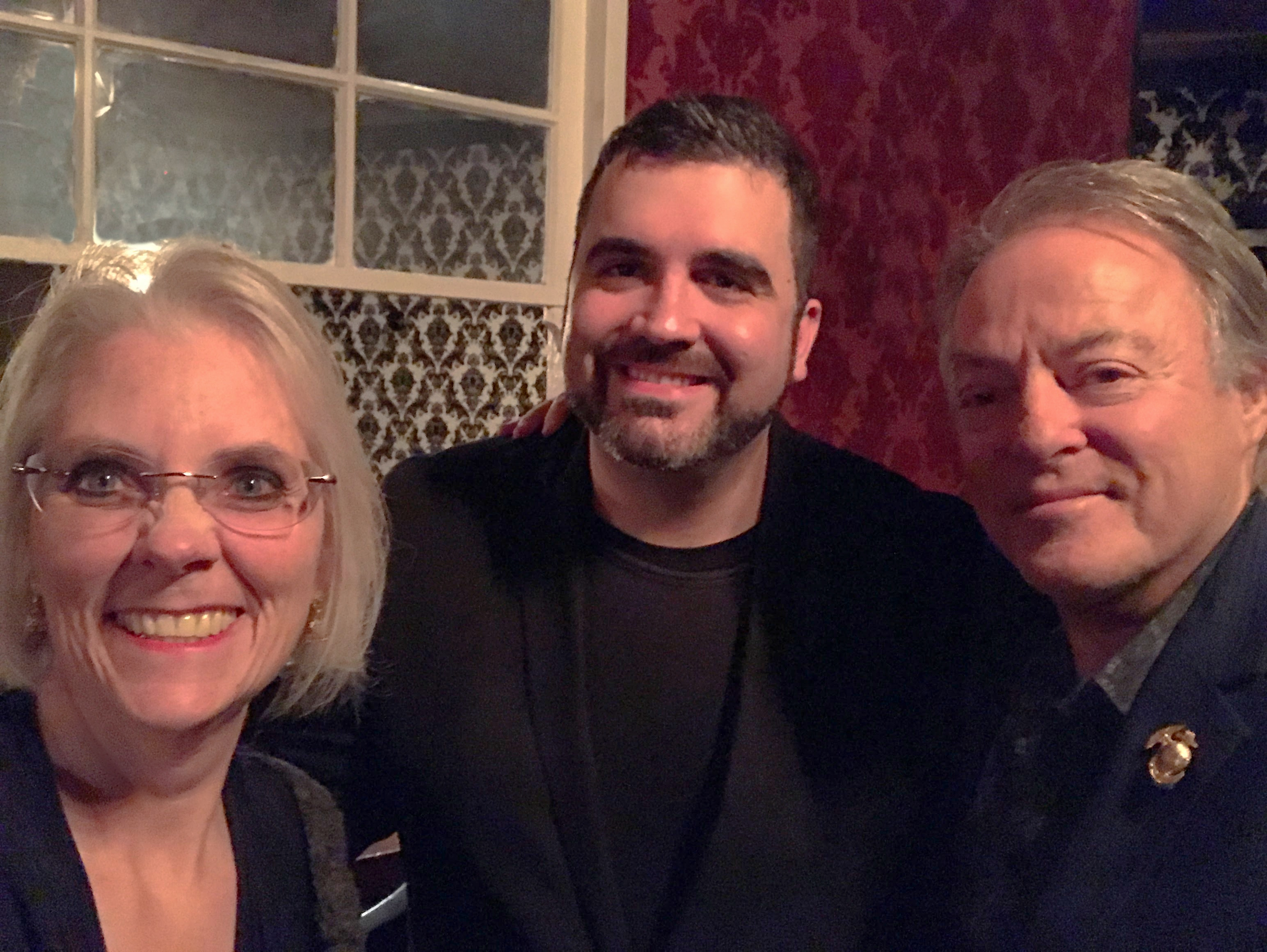
„Susanna Wilsonová“ (Susan Gerbicová) a „Mark Wilson“ (Mark Edward) v přestrojení s nic netušícím Thomasem Johnem po jejich „čtení“ v roce 2017 během operace Pizza Roll.

V březnu 2017 byl John přistižen při horkém čtení v rámci operace s názvem "Operace Pizza Roll", kterou naplánovali a realizovali Susan Gerbicová a mentalista Mark Edward. Nesezdaný pár Gerbicová a Edward se Johnovy show zúčastnili pod cizími jmény a John jim „četl“ jako manželskému páru Susanně a Marku Wilsonovým. Během celého čtení se Johnovi nepodařilo zjistit skutečnou totožnost Gerbicové a Edwarda, ani to, že by při čtení klamali. Veškeré osobní údaje, které jim sdělil, odpovídaly tomu, co bylo na jejich fiktivních facebookových účtech. John předstíral, že tyto informace získává od jejich údajně mrtvých – ale neexistujících – příbuzných.
Jak uvedl Jack Hitt v deníku The New York Times:

„V průběhu čtení John suverénně vyložil podrobnosti ze života Susanny Wilsonové - jmenoval „Andyho“ a kupodivu věděl, že je to její dvojče. Věděl, že ona a její bratr vyrůstali v Michiganu a že jeho přítelkyně je Maria. Věděl o Susannině tchánovi i o tom, jak zemřel.“
Tyto podrobnosti pocházely z fiktivních facebookových účtů dvojice, které před čtením připravila skupina skeptiků, a Gerbic a Edward z těchto účtů neznali konkrétní informace. Toto zaslepení bylo provedeno proto, aby John později nemohl tvrdit, že nepravdivé informace získal čtením myšlenek Gerbicové a Edwarda.
Gerbicová ve své zprávě také odhalila, že během soukromé akce po vystoupení John ve skupinovém prostředí prozradil, že přinejmenším jedna z osob v publiku, které provedl čtení, byla jeho studentkou.
Když se Hittová obrátila na Johna s žádostí o komentář, John trval na tom, že Facebook nepoužívá, a řekl: „Vzpomínám si, že ona [Gerbicová] přišla na jednu akci.... Poznal jsem ji, protože tam byla s tím druhým klukem, který napsal tu knihu.“ Hittovi také řekl, že „když dělám čtení, mám hodinu a půl zavřené oči. Jestli během té doby promluvila, tak si to nepamatuji.“ John také tvrdil, že celý experiment nebyl dostatečně vědecký: „Aby Susan přišla na čtení, dostala dvouminutový výklad a řekla: „Udělala jsem falešný příspěvek o svém psovi Buddym a o svém otci, který zemřel“, to opravdu není žádné vědecké testování psychických schopností.“ A dodal: „Někdo bude muset být vědec, aby mohl provést vědecký experiment, a ne někdo, kdo dělal fotografa u Searse.“
Stručnou rekapitulaci operace Pizza Roll uvádí John Katsilometes z Las Vegas Review-Journal v rámci své kritiky Johnových vystoupení v Caesars Palace v roce 2020.

### 2021 Komunikační akce Spirit pro děti
Na začátku roku 2021 John oznámil plány na uspořádání "Virtuálního duchovního kruhu pro děti", který se uskuteční 19. dubna. Cena byla inzerována na 400 dolarů a událost jako „velmi zvláštní událost pro děti, které ztratily milovanou osobu... Podmínkou je věk od 5 do 12 let. Velmi doporučujeme účast dětem, které jsou velmi citlivé a otevřené duchovnímu světu. Akce začne na místě, kde Thomas s dětmi procvičí několik mediačních cvičení. Poté každé dítě obdrží poselství od své blízké osoby z druhé strany.“
Poté, co se o této akci dozvěděl moderátor pořadu The Skeptics' Guide to the Universe, neurolog Steven Novella, na internetových stránkách Science-Based Medicine odsoudil její vykořisťovatelskou a nebezpečnou povahu, když napsal, že:
„...je znepokojující, když se samozvaná média vkládají do procesu truchlení, zejména pokud se jedná o děti. Údajné médium Thomas John například plánuje skupinový „Zoom spiritistický kroužek“ pro děti, které ztratily své blízké. Truchlící děti jsou dvojnásobně zranitelnou skupinou a takovou akci lze označit za vykořisťovatelskou. Je zde také obrovský potenciál k poškození“.
Krátce před akcí ji kritizovala Susan Gerbicová v článku pro Skeptical Inquirer, ve kterém se ptala: „Co by mohlo být špatného na tom, kdyby „upír smutku“ Thomas John mluvil s mrtvými členy rodin dětí ve věku od pěti do dvanácti let a účtoval jejich rodičům za tuto příležitost 400 dolarů za kus?“. Článek obsahuje video, na kterém John odpovídá na dřívější kritiku plánované akce, kde říká: „...proč děláme něco pro děti? Ach, s tímhle se musím vypořádat, s blázny ve světě. Někdo řekne: Proč děláte něco pro děti, vždyť děti zneužíváte? Ne, nezneužíváme děti, pořádáme akci pro děti. Děti jsou také duchovně založení.“
Krátce po akci Susan Gerbicová zveřejnila článek, v němž odhalila, že se skeptici neúspěšně snažili dosáhnout zrušení akce. Když se jí to nepodařilo, Gerbicová pronikla na Zoom meeting. Nejenže byla online po celou dobu dvouhodinového sezení, aniž by to John tušil, ale John nezjistil, že dvě z osmi dětí na akci pracují pro Gerbicovou, mají falešnou identitu, kterou jim vytvořila, a jejich vstupné bylo zaplaceno z prostředků pocházejících od James Randi Educational Foundation. V jeho čteních pro obě děti (z nichž jedna byla ve skutečnosti sekulární aktivistka a přednášející CSIConu Bailey Harrisová, která předstírala, že je věřící a je o několik let mladší, než byl její udávaný věk) se v Johnových informacích odrážely falešné podklady, které mu Gerbicová poskytla prostřednictvím e-mailu při domlouvání účasti dětí. Jak Susan Gerbicová uvedla, „neprohlédl postavy; nevěděl, že se jedná o vědecké skeptiky.“

## Právní problémy
V roce 2009 byl John zatčen a přiznal se ke krádeži a počítačovému podvodu. Na Craigslistu (americký web s inzeráty) zveřejňoval falešné inzeráty s byty a kradl nájemníkům kauce.
Článek v deníku New York Daily News informoval, že Johna žaluje kalifornská firma ZTPR, která se zabývá vztahy s veřejností, protože nezaplatil svůj účet. John si najal firmu ZTPR, aby napravila jeho image v oblasti public relations poté, co deník Daily News odhalil a informoval o jeho odsouzení za podvod. Podle soudních dokumentů společnost ZTPR „dokončila všechny služby, které mu pomohly vybudovat a zveličit v tisku jeho veřejný profil jako věrohodného média.“ Slattery uvedl, že John „novinám sdělil, že se dohodl se společností ZTPR na vyrovnání, ale... Prezident ZTPR Zack Teperman řekl, že záležitost stále ještě přezkoumávají právníci společnosti.“